# 坂本直寬
坂本直寬（日语：／ Sakamoto Naohiro；1853年11月5日—1911年9月6日），是明治時代的自由民權運動家，基督教牧師。土佐藩鄉士坂本家第5代當家，坂本龍馬是他的叔叔。哥哥坂本直則為龍馬的養子。

## 人物
嘉永6年（1853年），為土佐国安藝郡安田村的高松順藏及千鶴（龍馬的大姐）夫妻的次男。幼名「習吉」。17歳時，成為舅舅坂本權平的養子，並命名為「南海男（なみお）」。

### 自由民權運動
明治時代，在立志学舎學習西洋學並參加自由民權運動，且成為高知縣会議員。另一方面參與『土陽雑誌』等著書活動，並在東京參加三大事件建白運動，並曾因為違反保安條例而入獄。

### 基督徒、北海道開拓者
明治18年（1885年），隨著高知基督教会（日本基督教團高知教会）的設立，與武市安哉、片岡健吉、西森拙三以及板垣鉾太郎等人在高知教会受洗並因此成為基督徒。明治20年（1887年）從「南海男」改名為「直寬」。
明治30年（1897年），帶領一族的人移居到北海道北見的訓子府原野並參與北光社農場建設。当時，同樣是土佐出身的基督徒・武市安哉也在北海道浦臼經營「聖園農場」，但由於武市突然過世而因此繼承他們的農場，明治31年（1898年）與4名孩子一起移居到浦臼。
明治35年（1902年），將「聖園農場」的經營交給大嫂・阿留以及外甥・直衛而搬到旭川，並以聖職人員身分建立北見教会，盡心向十勝監獄的囚犯及旭川師團的軍人傳教。其他也擔任『北辰日報』主筆，以及由夕張媒礦勞工組成的大日本勞動至誠会會長。
明治44年（1911年），在札幌北一条教会過世。

## 親戚、家族
妻
- 鶴井（坂本春豬之女）
- 翠（後妻）
- 鹿（後妻）

子女
- 直意（長女）
- 直惠（次女）
- 直道（長男，鄉士坂本家第6代當家，之後成為直的次男・直衛的養子，並繼承坂本龍馬家，成為第4代當家）
- 勝清（次男，為土居家的養子）
- 女婿：濱武彌太郎（直意的婿養子，也是鄉士坂本家7代当家）

孫
- 直行（山岳画家，為直意和彌太郎之子，也是鄉士坂本家第8代當家）

- 板垣退助同樣是土佐藩出身，與坂本直寬的曾祖父山本信固（覚右衛門）有親戚關係[3]。讓直寬因此與板垣相當親近，並幫他進行自由民權的遊説活動。
- 武市半平太以及日本正教會的司祭澤邊琢磨都與坂本家有遠親關係。

## 外部連結
- 浦臼町郷土史料館（页面存档备份，存于）　明治維新的協助者，坂本龍馬與浦臼町間的關連証明的貴重文物